# Peter Thyssen
Peter Thyssen (født 19. maj 1951) var rådmand for Teknik og Miljø i Aarhus Kommune, valgt for Det Radikale Venstre. Han repræsenterede partiet i Aarhus Byråd fra 1. januar 1998 til 31. december 2009.
I 2001 var han sammen med byrådets andet radikale medlem, Uffe Elbæk, tungen på vægtskålen, der gjorde, at Aarhus Kommune fik sin første ikke-socialdemokratiske borgmester siden 1918, nemlig Louise Gade fra Venstre. Allerede ved næste kommunevalg i 2005 støttede Det Radikale Venstre dog atter en socialdemokratisk borgmester, og derfor skiftede borgmesterposten til Nicolai Wammen.
Peter Thyssen har tidligere været menighedsrådsmedlem. Han har været lektor i biologi og idræt på Aarhus Katedralskole, hvor han gennem en årrække har stået for at lære de studerende at danse lanciers, inden deres translokationsfest.
Han er gift og har to børn.

## Tidligere byrådsposter
- 2006-: Rådmand for Magistratsafdelingen for Teknik og Miljø i Aarhus Kommune.
- Medlem af Ligestillingsudvalget.
- Medlem af Teknik- og Miljøudvalget i KL.
- Medlem af og næstformand for Midttrafiks bestyrelse.
- Medlem af Erhvervskontaktudvalget i Aarhus Kommune.
- Medlem af TV 2/Østjyllands repræsentantskab.
- Formand for Taxinævnet i Aarhus Kommune.
- Formand for Beredskabskommissionen.
- Gruppeformand.

## Uddannelse og erhverv
- 1979: Lektor på Aarhus Katedralskole (p.t. orlov)
- 1979: Cand. scient. fra Københavns Universitet. Hovedfag i biologi, bifag i idræt.
- 1970: Studentereksamen fra Kildegård Gymnasium.

## Tillidshverv/politisk karriere
- 2002-2006: Bestyrelsesmedlem i Dansk Fjernvarme
- 2002-2005: Rådmand for Magistratens 5. Afdeling i Aarhus Kommune
- 2000-2002: Bestyrelsesmedlem i energiselskabet NRGi
- 1998-2001: Medlem og formand for Udvalget for Kommunale Driftsvirksomheder i Aarhus Kommune
- 1998-2001: Medlem af Udvalget for Skole og Kultur i Aarhus Kommune
- 1998-2007: Medlem af Aarhus Kommunes Ligestillingsudvalg
- 1998-: Medlem af Aarhus Byråd.

## Rådmand i Aarhus
Peter Thyssen er som rådmand i Aarhus, blevet kendt for en række store kontroversielle projekter, der har medført kritik og medieopmærksomhed.
- Indførelse af affaldssortering, som senere sløjfes. [1]
- Tunnel under Marselis Boulevard til ca. 1,4 milliarder kr [2] [3]
- Startede udliciteringen af Århus Sporveje, hvilket gav stor uro og uregelmæssig drift det meste af 2006. [4]
- Køber en række ejendomme på Randersvej uden en egentlig tilladelse fra Aarhus Byråd. [5] [6]
- Varmepengene, ca. en halv milliard kr. administreres ukorrekt. [7][8]
- Exner-tårnet på Bispetorv, som en foreslået konstruktion af et 25 meter højt udsigtstårn og overdækket søjlehal. [9]